# Yōko Hikasa
Yōko Hikasa (jap. 日笠 陽子, Hikasa Yōko; * 16. Juli 1985 in der Präfektur Kanagawa) ist eine japanische Synchronsprecherin (Seiyū) und Sängerin. Sie arbeitet für die Agentur I’m Enterprise.

## Karriere
Als Kind schaute sie Sailor Moon und Neon Genesis Evangelion und war begeistert wie Kotono Mitsuishi die beiden grundverschiedenen Charaktere der Usagi Tsukino bzw. Misato Katsuragi darstellte, so dass sie ihr als Synchronsprecherin nacheifern wollte. Nach ihrem Schulabschluss machte sie eine Ausbildung zur Schneiderin an einer Fachschule und gleichzeitig zur Synchronsprecherin an der Akademie Nihon Narration Engi Kenkyūjo (日本ナレーション演技研究所), da Mitsuishi ebenfalls diese Akademie besucht hatte.
2007 hatte sie schließlich ihr Debüt als Synchronsprecherin der Figur Minamo Negishi in dem Anime Sketchbook – Full Color’s. Ihren großen Durchbruch hatte sie schließlich 2009 in der Hauptrolle der Mio Akiyama in K-On!. 2010 erhielt sie mehrere bedeutende Rollen in Folge wie die der Hattori Junko in Ichiban Ushiro no Daimaō und der Maya Kumashiro in Seikimatsu Occult Gakuin, sowie abermals als Mio Akiyama in der Fortsetzung K-On!!.
Unter ihrem Rollennamen Mio Akiyama sang sie zu K-On! und K-On!! auch die Abspanntitel Don’t say “lazy”, Listen!! und No, Thank You!. Mit Aki Toyosaki, Satomi Satō, Minako Kotobuki und Ayana Taketatsu den Sprecherinnen der Mitprotagonistinnen in beiden Serien bildete sie die Band Hōkago Tea Time. Unter deren Namen wurden die Abspanntitel als Singles veröffentlicht und erreichten Platz 2 der Oricon-Charts, aber auch diverse weitere Alben die alle Chartpositionen erreichten, die Alben Hōkago Tea Time und Hōkago Tea Time II gar Platz 1. Mit dieser Band erhielt sie bei den 4. Seiyū-Awards auch den Preis für das beste Lied. Auch für andere Serien war sie an verschiedenen Liedstücken beteiligt.

## Rollen (Auswahl)
| 2007 - Sketchbook – Full Color’s (Minamo Negishi) 2009 - K-On! (Mio Akiyama) 2010 - Ichiban Ushiro no Daimaō (Junko Hattori) - Kakkokawaii Sengen! (Kao-chan) - K-On!! (Mio Akiyama) - Stitch! – Zutto Saikō no Tomodachi (Reika) - Seikimatsu Occult Gakuin (Maya Kumashiro) - Seikon no Qwaser (Hana Katsuragi) - Seitokai Yakuindomo (Shino Amakusa) - Sora no Otoshimono: Forte (Hiyori Kazane) - Chū-Bra!! (Kiyono Amahara) 2011 - IS (Infinite Stratos) (Hōki Sinonono) - Kore wa Zombie Desu ka? (Seraphim) - Seikon no Qwaser II (Hana Katsuragi) - Dog Days (Brioche d’Arquien) - Moshidora (Minami Kawashima) - Rio – Rainbow Gate! (Linda) - Rō-Kyū-Bu! (Saki Nagatsuka) 2012 - Inu×Boku SS (Nobara Yukinokōji) - Campione! (Erica Blandelli) - Kingdom (Qiang Hui) - Code:Breaker (Sakura Sakurakōji) - Gokujo: Gokurakuin Joshikōryō Monogatari (Aya Akabane) - Kore wa Zombie Desu ka? of the Dead (Seraphim) - High School D×D (Rias Gremory) - Hagure Yūsha no Aesthetica (Miu „Myū“ Ōsawa) 2013 - Aku no Hana (Nanako Saeki) - IS (Infinite Stratos) 2 (Hōki Sinonono) - Cuticle Tantei Inaba (Gabriella) - Kingdom 2. Staffel (Qiang Hui) - Majestic Prince (Kei Kugimiya) - Senki Zesshō Symphogear (Maria Cadenzavna Eve) - Danganronpa: The Animation (Kyōko Kirigiri) - Tanken Driland – 1000-nen no Mahō (Haruka) - High School D×D New (Rias Gremory) - The Devil is a Part-Timer (Emi Yusa / Emilia Justina) - Yama no Susume (Kaede Saitō) - Rō-Kyū-Bu! SS (Saki Nagatsuka) 2014 - M3 – Sono Kuroki Hagane (Emiru Hazaki) - Ore, Twintail ni Narimasu. (Anko Isuna / Dark Grasper) - Kanojo ga Flag o Oraretara (Rin Eiyūzaki) - Kenzen Robo Daimidaler (Kyōko Sonan) - Seitokai Yakuindomo* (Shino Amakusa) - Seirei Tsukai no Bladedance (Restia Ashdoll) - Trinity Seven (Mira Yamana) - No Game No Life (Stephanie Dola) - Nobunaga the Fool (Jeanne Kaguya d’Arc) - Fūun Ishin Dai Shōgun (Hyōgo Asai) - Yama no Susume 2. Staffel (Kaede Saitō) 2015 - Junketsu no Maria (Artemis) - Jitsu wa Watashi wa (Tōko Shiragami) - Rokka no Yūsha (Nachetanya) 2016 - Bubuki/Buranki (Zetsubi Hazama) - Fukigen na Mononokean (Kora) 2017 - Interviews mit Monster-Mädchen (Sakie Satō) - Little Witch Academia (Diana Cavendish) 2018 - Hinamatsuri (Utako) - Gaikotsu Shotenin Honda-san (Pest Mask) 2022 - Kage no Jitsuryokusha ni Naritakute! (Iris Midgar) 2023 - Shangri-La Frontier (Towa Amane/Arthur Pencilgon) - Ashiaraiyashiki no Jūnin-tachi. (Osen) - IS (Infinite Stratos) Encore: Koi ni Kogareru Rokujūsō (Hōki Sinonono) - Seikon no Qwaser: Jotei no Shōzō (Hana Katsuragi) - Kaettekita Seitokai Yakuindomo (Shino Amakusa) - Eiga K-On! (Mio Akiyama) - Code Geass: Bōkoku no Akito (Ayano Kōsaka) - Hal (Kurumi) - Little Witch Academia (Diana Cavendish) - Maquia – Eine unsterbliche Liebesgeschichte (Dita) - Sora no Otoshimono: Tokei Jikake no Angeloid (Hiyori Kazane) - Sora no Otoshimono Final: Eternal My Master (Hiyori Kazane) - To Aru Majutsu no Index: Endymion no Kiseki (Sequenzia Shutaura) - Sailor Moon Cosmos (Sailor Lead Crow) 2009 - Killzvald – Saigo no Ningen (Aries) 2010 - Onegai Naisho no Shite ni Kiss (Karin Torii) - K-On! Hōkago Live!! (Mio Akiyama) - Danganronpa: Trigger Happy Havoc (Kyōko Kirigiri) - Dengeki no Pilot – Tenkū no Kizuna (Trinity) - L@ve once (Meru Toritome) 2011 - Akiba’s Trip (Rui Fumizuki) - Queen’s Gate: Spiral Chaos (Junko Hattori, Hana Katsuragi) - Hakuisei Ren’ai Shōkōgun (Nagisa Fujisawa) 2012 - Lollipop Chainsaw (Juliet Starling), PS3-Fassung 2015 - Valkyrie Drive: Bhikkhuni (Momo Kuzuryu) 2019 - Arknights (Kal’tsit) 2020 - Moe! Ninja Girls RPG (Enju Saion-ji) |

## Diskografie
Folgende Singles und Alben mit ihren jeweiligen Oricon-Platzierungen veröffentlichte sie unter ihrem Namen:
Studioalben
- Couleur, 2014

Kompilationen
- Glamorous Songs, 2013

Singles
- Utsukushiki Zangoku na Sekai (美しき残酷な世界), 2013, Abspanntitel zu Attack on Titan
- Uwaranai Uta (終わらない詩), 2013, Titellied zu Hal
- Seek Diamonds, 2013, Abspanntitel zu Diamond no Ace
- Ex:Futurize, 2014, Vorspanntitel zu Z/X Ignition

Daneben hat sie bei vielen ihrer Anime auch den Vor- oder Abspanntitel oder sonstige Stücke unter ihrem jeweiligen Rollennamen gesungen, so dass noch mehr als 80 Lieder hinzukommen. Hervorzuheben ist davon die Single K-On! Image Song: Akiyama Mio, mit dem sie Platz 2 der Charts erreichte, sowie zusammen mit ihren Kolleginnen von K-On! die Alben Hōkago Tea Time und Hōkago Tea Time II, die beide an die Chartspitze gelangten.